# هادرون شاذ

ميزون عادي مكون من كوارك وضديد الكوارك مع لف s_{2} و s_{1} على التوالي مع وجود زخم زاوي كلي L

هادرون شاذ هو جسيم دون ذري مكون من الكواركات (وربما غلوونات)، ولكنها لا تنسجم مع النظام المألوف للهادرونات. بما أنها مقيدة بالتفاعل القوي إلا أنها ليست من الذي تنبأ بها نموذج الكوارك المبسط. لذا فالهادرونات الشاذة ليس لديها نفس المحتوى من الكواركات كما في الهادرونات: فالباريونات الشاذة لديها أكثر من الثلاث كواركات الموجودة في الباريونات العادية، والميزونات الشاذة ليس لديها فقط كوارك واحد وضديده كما في الميزونات العادية. يمكن البحث عن الهادرونات الشاذة بطريقة التفتيش على جسيمات ذات رقم كمي محظور على الهادرونات العادية. وقد تم مؤخرا رؤية علامات مختبرية للهادرونات الشاذة. ولكن يبقى موضوعا خلافيا في فيزياء الجسيمات.

## البداية
أول من افترض نموذج للكوارك كان موري جيلمان وغيره في سنة 1961 وذلك لشرح نماذج الهادرونات. ثم تطور مفهوم ديناميكا لونية كمومية خلال العقد الذي يليه، ثم بدا واضحا أنه ليس هناك سبب رئيسي لماذا يجب أن يوجد تركيبات 3-كوارك وكوارك-ضديد كوارك فقط. بالإضافة بأنه يبدو أن الغلوونات -وهي القوة التي تحمل الكواركات في التفاعل القوي- تشكل أيضا حالات مقيدة بنفسها (كرات الغراء (بالإنجليزية: glueballs)‏) ومع كواركات الهادرونات الهجينة. مع ذلك فكل تلك الفترة الطويلة التي مرت لم يظهر أي دليل قاطع على وجود الهادرونات الشاذة.

## المرشحون كهادرون شاذ
يوجد العديد من الهادرونات مرشحة كشاذة:
- X 3872 - اكتشف بمختبر بيلي في معجل KEK الياباني، وهذا الجسيم قد افترض وبأشكال متعددة بأن يكون ديكوارك أو جزيء ميزوني.
- Y 3940 - هذا الجسيم لم ينسجم مع طيف (بالإنجليزية: Charmonium)‏ والتي افترضها العلماء.
- Y 4140 - تم اكتشافه في مختبر فيرميلاب في مارس 2009[2]
- ‏ Y 4260 - تم اكتشافه في مختبر SLAC في كاليفورنيا، هذا الجسيم هو افتراضيا مكون من غلوون مقيدا لكوارك وضديدكوارك.